# Masquerade (filme de 1965)
Masquerade (bra: Oriente contra Ocidente) é um filme britânico de 1965, de aventura e espionagem, dirigido por Basil Dearden, roteirizado por Michael Relph e William Goldman, baseado no livro Castle Minerva de Victor Canning, tendo música de Philip Green.

## Sinopse
Jovem herdeiro árabe, é seqüestrado, por agente secreto britânico, a fim de evitar  maior  tensão entre os estados árabes.

## Elenco
- Cliff Robertson ....... David Frazer
- Jack Hawkins ....... Coronel Drexel
- Marisa Mell ....... Sophie
- Michel Piccoli ....... George Sarrassin
- Bill Fraser ....... Dunwoody
- Charles Gray ....... Benson
- John Le Mesurier ....... Sir Robert
- Felix Aylmer ....... Henrickson
- Ernest Clark ....... Ministro
- Tutte Lemkow ....... Paviot
- Keith Pyott ....... Gustave
- Jose Burgos ....... El Mono
- Christopher Witty ....... Prince Jamil
- Roger Delgado ....... Ahmed Ben Faïd